# Modrásek
Modrásek je české společné jméno pro několik rodů motýlů z čeledi modráskovitých z podčeledi modrásci. Jméno modrásek nesou tyto rody:

## Rody vyskytující se v přírodě ČR
- rod Aricia Reichenbach, 1817
  - modrásek bělopásný (Aricia eumedon Esper, 1780); vědecké synonymum Eumedonia eumedon
  - modrásek pumpavový (Aricia artaxerxes Fabricius, 1793)
  - modrásek tmavohnědý (Aricia agestis Denis & Schiffermüller, 1775)

- rod Cacyreus Butler, 1898
  - modrásek muškátový (Cacyreus marshalli Butler, 1898)

- rod Celastrina Tutt, 1907
  - modrásek krušinový (Celastrina argiolus Linnaeus, 1758)

- rod Cupido Schrank, 1801
  - modrásek čičorkový (Cupido alcetas Hoffmannsegg, 1804)
  - modrásek nejmenší (Cupido minimus Fuessly, 1775)
  - modrásek štírovníkový (Cupido argiades Pallas, 1771)
  - modrásek tolicový (Cupido decoloratus Staudinger, 1886)

- rod Cyaniris Dalman, 1816
  - modrásek lesní (Cyaniris semiargus Rottemburg, 1775)

- rod Eumedonia Forster, 1938
  - modrásek bělopásný (Eumedonia eumedon Esper, 1780)

- rod Glaucopsyche Scudder, 1872
  - modrásek kozincový (Glaucopsyche alexis Poda, 1761)

- rod Lampides Hübner, 1819
  - modrásek cizokrajný (Lampides boeticus Linnaeus, 1767)

- rod Plebejus Kluk, 1780; věd. syn. Plebeius Kluk, 1780
  - modrásek černolemý (Plebejus argus Linnaeus, 1758)
  - modrásek obecný (Plebejus idas Linnaeus, 1761)
  - modrásek podobný (Plebejus argyrognomon Bergsträsser, 1779)

- rod Phengaris Doherty, 1891; věd. syn. Maculinea Van Eecke, 1915
  - modrásek bahenní (Phengaris nausithous Bergsträsser, 1779); věd. syn. Maculinea nausithous
  - modrásek černoskvrnný (Phengaris arion Linnaeus, 1758); věd. syn. Maculinea arion
  - modrásek hořcový (Phengaris alcon Den. & Schiff., 1775); věd. syn. Maculinea alcon
  - modrásek očkovaný (Phengaris teleius Bergsträsser, 1779); věd. syn. Maculinea teleius

- rod Polyommatus Latreille, 1804
  - modrásek hnědoskvrnný (Polyommatus daphnis Den. & Schiff., 1775)
  - modrásek hnědý (Polyommatus admetus Esper, 1783)
  - modrásek jehlicový (Polyommatus icarus Rottemburg, 1775)
  - modrásek jetelový (Polyommatus bellargus Rottemburg, 1775); věd. syn. Lysandra bellargus
  - modrásek komonicový (Polyommatus dorylas Den. & Schiff., 1775)
  - modrásek ligrusový (Polyommatus damon Den. & Schiff., 1775)
  - modrásek stepní (Polyommatus eroides Frivaldszky, 1835)
  - modrásek ušlechtilý (Polyommatus amandus Schneider, 1792)
  - modrásek vičencový (Polyommatus thersites Cantener, 1834)
  - modrásek vikvicový (Polyommatus coridon Poda, 1761); věd. syn. Lysandra coridon

- rod Pseudophilotes Beuret, 1958
  - modrásek černočárný (Pseudophilotes baton Bergsträsser, 1779)
  - modrásek východní (Pseudophilotes vicrama Moore, 1865)

- rod Scolitantides Hübner, 1819
  - modrásek rozchodníkový (Scolitantides orion Pallas, 1771)

- rod Vacciniina Tutt, 1909; věd. syn. Agriades Hübner, 1819
  - modrásek stříbroskvrnný (Vacciniina optilete Knoch, 1781); věd. syn. Agriades optilete[1][2]

## Rody žijící mimo území ČR
- Acytolepis Toxopeus, 1927
- Agriades Hübner, 1819
- Anthene Doubleday, 1847
- Athysanota Karsch, 1895
- Azanus Moore, 1881
- Bothrinia Chapman, 1909
- Caerulea Forster, 1938
- Caleta Fruhstorfer, 1922
- Candalides Hübner, 1819
- Eumedonia Forster, 1938

- rod Iolana Baker, 1914
  - modrásek měchýřníkový (Iolana iolas Ochsenheimer, 1816)

- rod Leptotes Scudder, 1876
  - modrásek tažný (Leptotes pirithous Linnaeus, 1767)

- Lysandra Hemming, 1933
- Paralycaeides Nabokov, 1945
- Sancterila Eliot & Kawazoé, 1983[1][2]